# Miconia procumbens
Miconia procumbens är en tvåhjärtbladig växtart som först beskrevs av Henry Allan Gleason, och fick sitt nu gällande namn av John Julius Wurdack. Miconia procumbens ingår i släktet Miconia och familjen Melastomataceae. Inga underarter finns listade i Catalogue of Life.